# Петер Кёсеги
Петер (Петр) Кесеги (венг. Kőszegi Péter; ? — май 1289) — венгерский церковный и государственный деятель, епископ Веспрема (1275—1289). Он также был непризнанным избранным архиепископом Эстергома в 1277—1278 годах. Будучи членом влиятельной семьи Кесеги, он подчинил свою епархию политическим интересам своей семьи, чтобы распространить её влияние на Западную Венгрию.

## Биография
Представитель крупной и влиятельной венгерской магнатской семьи (клана) Кёсеги. Один из четырех сыновей могущественного магната Хенрика I Кёсеги (? — 1274). У него были три брата — Миклош I, Иван и Хенрик II, которые возвысились до высших постов в королевстве в конце правления династии Арпадов.
Когда юный Ласло IV вступил на венгерский королевский престол в 1272 году, королевство впало в феодальную анархию. Многие группировки баронов боролись друг против друга за верховную власть. Отец Петера Хенрик был одной из ключевых фигур в тот период, он вступил в союз с Гуткеледами и Гередье, создав одну из двух главных баронских групп, в то время как в другой доминировали кланы Чак и Моносло. Хенрик Кёсеги (Великий) был убит в битве при Февени в конце сентября 1274 года. Впоследствии его враг Петер Чак осенью 1274 года он собрал армию и двинулся в Западную Венгрию в поход на владения клана Кесеги, но не смог сломить их власть раз и навсегда.

## Епископская карьера
Петер Кёсеги впервые появился в исторических документах в мае 1275 года, когда он был избран епископом Веспрема. До этого его семья не имела никаких интересов в комитате Веспрем, но угодская ветвь рода Чак владела земельными владениями и замками в регионе. Избрание Петера произошло под политическим давлением, когда клан Кёсеги восстановил свое влияние в королевском совете к середине 1275 года. При таких обстоятельствах город Веспрем и прилегающие земли стали буферной зоной между двумя соперничающими семьями, Кесеги и Чаками. В начале 1276 года Петер Чак и его союзники начали массированную военную кампанию против владений кланов Кёсеги и Гуткелед. Их войска грабили и опустошали территорию епархии Веспрема. В ходе нападения были убиты 68 каноников, священников и священнослужителей, ещё несколько человек подверглись пыткам и были ограблены, а все сокровища Веспремского кафедрального собора, включая библиотеку и архивы его школы, были разграблены и сожжены. Канонический университет так и не был восстановлен после кампании Петера Чака. Согласно документам, это было «самое страшное варварское и разрушительное нападение» в Венгрии со времен Монгольского вторжения. Несмотря на это, Петер Кесеги сохранил свою должность. Его избрание было подтверждено папой римским в середине 1276 года. Он также занимал пост канцлера королевы Елизаветы Сицилийской в 1277, 1284—1285 годах.
После смерти избранного архиепископа Бенедикта некоторые каноники соборного капитула Эстергома 13 марта 1277 года избрали его преемником Петера Кесеги, епископа Веспрема. Помимо его братьев и их союзников, ни король Ласло IV, ни другие баронские группы не признали этот процесс, в то время как Миклош Кан также оспаривал избрание, ссылаясь на свой статус архиепископа, избранного в предыдущие годы . Чтобы разрешить ситуацию, папа римский Иоанн XXI вызвал обоих прелатов в Рим, но они отказались присутствовать. Вскоре папа Иоанн скончался 20 мая 1277 года, и папа Николай III сменил его после шестимесячной вакансии. Новый папа вызвал Миклоша Кана и Петера Кёсеги в Римскую курию 27 января 1278 года. Петер Кесеги отказался ехать лично, но отправил своего протеже Пауля Балога, чтобы получить поддержку папы. 1 июня 1278 года папа римский Николай объявил архиепископский престол Эстергома вакантным и назначил новые выборы. После этого папа Николай III назначил Лодомера новым архиепископом Эстергома 13 июня 1279 года, завершив семилетний период вакантных должностей.
21 мая 1280 года Петер Кесеги отлучил от церкви Миклоша Пока и трех его братьев, которые участвовали в грабительских набегах Петера Чака на епархию Веспрема. В последующие годы братья Пок продолжали грабить трансданубские поместья епископства, например, они напали и разорили церковную собственность в Тапольце, Чокеле и Гергетеге около 1278 года. В отместку, помимо наказания отлучения, войска Петера Кесеги совершили набег на семейный монастырь клана Пок в одноимённой деревне близ Дьёра. Петер Кесеги распорядился передать свою сокровищницу, реликвии и драгоценности в Михайловский собор Веспрема. В 1285 году он лично возглавил свою епископскую армию в осаде замка Сиглигет, также принадлежащего родству Пок. Там он конфисковал изъятые религиозные реликвии и ценности, в том числе ризы, книги и драгоценные камни для своей епархии. Некоторые историки связывают и сливают эти два события, и считают, что казна монастыря Пок была перенесена в замок Сиглигет ещё после монгольского нашествия.
Во время своего епископства Петер Кесеги подчинил свою епархию и её ресурсы политическим интересам своей семьи, чтобы распространить её влияние на Западную Венгрию. Во время королевского похода против Ивана Кесеги на рубеже 1283-1284 годов Петер оказал помощь своему брату и послал ему епископскую бандерию (личный военный отряд). После того как король Ласло IV потерпел неудачу, Миклош, Хенрик и, несмотря на его духовное положение, епископ Петер, вторглись в Южную Трансданубию и совместно осадили епископский город Печ в марте 1284 года. Когда Альбрехт I, герцог Австрийский, возглавив военную кампанию против Ивана Кесеги, который постоянно грабил австрийские и штирийские земли из своей провинции, его армия намеревалась осадить Боростьянке (современный Бернштайн, Австрия) в 1285 году, но Иван Кёсеги попросил помощи у трех своих братьев, включая Петера, которые набрали армию из 1000 человек. Братья совместно разгромили войско Альбрехта Австрийского. Чтобы увеличить свое богатство и власть, Петер Кесеги также незаконно узурпировал десятину из монашеского монастыря, расположенного в долине Веспрем. Герцог Альбрехт начал массовую военную кампанию и, собрав 15-тысячную армию, выступил против клана Кесеги и их замков и фортов весной 1289 года. Иван Кесеги снова обратился за помощью к своим братьям, потому что австрийцы захватили не менее 30 крепостей и поселений вдоль западных границ в течение нескольких недель. Петер Кесеги попытался собрать войско, чтобы отбить Рохонк (Рехниц). Поэтому в мае 1289 года он созвал в своей епархии собрание своих фамильяров. Однако трансданубские бароны не решались участвовать в частной войне против герцога Альбрехта, отвергающего личные и семейные интересы епископа. Во время возникшего спора оскорбленный дворянин ударил ножом и убил Петера Кесеги своим мечом.